# Jasmin Savoy Brown
Jasmin Savoy Brown (* 21. března 1994, Alameda, Kalifornie) je americká herečka, která se proslavila hlavně díky roli Evie v seriálu stanice HBO Pozůstalí a rolí Allison Adams v seriálu For the People.

## Životopis a kariéra
Narodila se v Alamedě v Kalifornii, ale vyrůstala ve Springfieldu v Oregonu. Ve čtyřech letech si poprvé zahrála v muzikálové produkci místního kostela, díky které získala lásku k vystupování. V dospívání si zahrála v několika muzikálech a byla členkou několika muzikálových klubů, sborů a skupin včetně, Portland Shakespeare Project, Art's Umbrella, Oregonský dětský sbor a Up Star Crow Studios.
Po střední skole se přestěhovala do Los Angeles, aby se mohla více věnovat herectví. Získala menší role v seriálech Grimm, Brooklyn 99 a The Fosters. V roce 2015 získala vedlejší roli Evie Murphy v seriálu stanice HBO Pozůstalí. Evie byla dcera Eriky a Johna, kteří se ztratili při zemětřesení. Po skončení seriálu byl obsazena do role Niny v seriálu stanice Freeform Stitchers. Jednu z hlavních rolí si zahrála v dramatickém seriálu Will, který vypraví příběh mladého Williama Shakespeara. V roce 2017 byla obsazena do hlavní role Allison Adams v seriálu For the People.

## Filmografie

### Film
| Rok  | Název                 | Role               | Poznámky            |
| ---- | --------------------- | ------------------ | ------------------- |
| 2014 | Laggies               | dívka              |                     |
| 2014 | The Record Keeper     | Patience           |                     |
| 2014 | Camp Harlow           | Emily              |                     |
| 2014 | Forgotten Hero        | Anna               |                     |
| 2018 | She Died Not Long Ago | Allegra            | krátkometrážní film |
| 2017 | Ten Dollar Bill       | Stephanie          |                     |
| 2017 | Lane 1974             | Puma               |                     |
| 2017 | Newly Single          | Taylor Touring     |                     |
| 2019 | Misdirection          | Robin              | krátkometrážní film |
| 2021 | Tóny násilí           | Alexis Reevers     |                     |
| 2022 | Vřískot               | Mindy Meeks-Martin |                     |

### Televize
| Rok        | Název                     | Role              | Poznámky                                         |
| ---------- | ------------------------- | ----------------- | ------------------------------------------------ |
| 2013       | Grimm                     | mladá žena        | díl: „Nejlépe podávat zastudena“                 |
| 2013       | The Fosters               | drbna č. 2        | díl: „Kids in the Hall“                          |
| 2014       | Brooklyn 99               | Ava Watson        | díl: „The Mole“                                  |
| 2015-2017  | Pozůstalí                 | Evangeline Murphy | 13 dílů                                          |
| 2016       | Stitchers                 | Nina              | 7 dílů                                           |
| 2017       | Do I Say I Do?            | Hannah            | TV film                                          |
| 2017       | Chirurgové                | Amanda Joseph     | díl: „You Can Look (But You'd Better Not Touch)“ |
| 2017       | Will                      | Emilia Bassano    | 5 dílů                                           |
| 2018       | Lego Star Wars: All-Stars | Lena (hlas)       | 2 díly                                           |
| 2018       | Love                      | Annie             | 3 díly                                           |
| 2018–2019  | For the People            | Allison Adams     | hlavní role, 20 dílů                             |
| 2021       | Final Space               | Evra              | díl: „Forgiveness“                               |
| 2021–dosud | Yellowjackets             | Taissa Turner     | hlavní role                                      |